# Kégl Tamás
Kégl Tamás (Adony, 1938. április 14. –) magyar állatorvos, író.

## Életútja
Előszálláson nevelkedett, apja korai halála miatt nagybátyjánál. Kőbányai Állat-egészségügyi Technikumba járt. Az egyetemen 1956-1961 között folytatott tanulmányokat. Állatorvosi diplomáját 1961-ben kapta.
Szaporodásbiológusként kezdett dolgozni Veszprémben, ahol Bödecs Lajos mellett öt évet töltött. Ezután Berhidán vállalt állást, ahol 27 éven át mint körzeti, illetve üzemi állatorvos tevékenykedett.
1999-ben Jmint veszprémi körzeti állatorvos állt szolgálatban.

## Tudományos eredményei
Új megfigyelések eredményeként sorra jelentek meg (egyedül vagy társszerzővel írott) közleményei: Entropium szopósbárányokon (Acta Vet, Zájer, Somogyvári, 1974), majd a hazánkba beérkező holstein-fríz marha esetei, shipping fever (pasteurellosis) első magyarországi leírása (MÁL, 1976), növényi ösztrogének okozta szaporodási zavarok (MÁL, 1983), T-2 fuzáriotoxikozis (MÁL, 1991).[forrás?]
Legjelentősebb (tizenöt éven át végzett) munkája az ellés utáni, ketonuriával jelzett energiahiányos állapot kimutatása, helyes, újszerű megítélése, kezelése. A ketonuriáról megállapította, hogy „nem hazudik”, csak többet kell kérdezni (vagyis nem csak azt, hogy hány keresztes, hanem azt is, hogy mikor alakult ki). Ugyanis az ellés időpontjához képest korán, még az ellés előtt kialakultak a veszélyes kórképek. Az ilyen esetek velejárója az ellés utáni időszakban megnyilvánuló súlyos, napi 1 kg-ot meghaladó testtömeg-vesztés, majd a szubklinikai, klinikai ketozis jelentkezése. Ezért a ketonuria objektív megítélésére kidolgoztak egy módszert, amely figyelembe veszi nemcsak a ketonuria mértékét, hanem jelentkezésének időpontját is (Kégl-Gaál: Ketonuriás index, MÁL, 1992)[forrás?]
Időközben a szülészeti tanszék külső tudományos munkatársa lett, majd az egyetem rektora c. egyetemi docens címmel tüntette ki.[forrás?]
Kégl Tamást éveken át foglalkoztatta a tőgygyulladások témaköre. Az alapokat ehhez a FAO-ösztöndíjas dániai útján kapta. Egy itthoni, a tej szomatikus sejtszámára irányuló vizsgálata során megállapította, hogy a reggel fejt, éjszaka, ingerszegény időpontban képződött tej sejtszáma alacsonyabb lehet, mint az este fejt, napközben, „stresszes” időszakban képződött tej esetében. Harminchárom %-os eltérést tapasztalt. Mások, Mezőhegyesen, ezt az eshetőséget negyedévre kiterjedő vizsgálatokkal megerősítették. L. Kamarai Hírek, 1994. május. A jelenség, adott állománynál tartási gondokra hívja fel a figyelmet.[forrás?]
Kégl Tamás jelentős sikereket ért el egy magyar feltaláló, Horváthné Baksa Éva két készítményével, a tehenek tünetmentes meddőségének gyógyszerével, a Biofertil B-vel, és a tej szomatikus sejtszámának gyors meghatározását szolgáló, a dániai bevizsgálások alkalmával (is) jól teljesítő istállópróbával, a Kartonteszttel.[forrás?]

## Munkahelyei
Mesterséges Termékenyítő Főállomás Veszprém (1961-1965)[forrás?]
Körzeti állatorvos Berhida (1965-1967)[forrás?]
Üzemi állatorvos és főállattenyésztő Balatonkenese Egyetértés Tsz (1967-1973) és Dózsa Tsz Veszprém (1973-1992)[forrás?]
Hatósági állatorvos Veszprémben (1992-2004)[forrás?]
8 évig a veszprémi állatkert állatorvosa. Tantervbe iktatott előadó és gyakorlatvezető az Állatorvostudományi Egyetemen (Állattenyésztési és szülészeti tanszék).[forrás?]
Igazságügyi szakértő 25 évig.[forrás?]
Nyugdíjba vonulása után egyéni vállalkozó.[forrás?]

## Kitüntetései
- Tolnay Sándor-díj (1998)[4]
- Állatorvos Klinikusok Társasága Emlékérem (2000)[4]
- Pro Urbe Veszprém (2004, 2012)[5][6]
- Mócsy emlékérem (2008)[7]
- Magyar Arany Érdemkereszt (polgári tagozat) (2003)[8]

## Művei
- Kégl, Tamás. Ha az elefántnak szorulása van – Egy állatorvos történetei, elbeszélései. Székesfehérvár: Alpha-Vet Állatgyógyászati Kft. [2003]. ISBN 9632044533
- Kégl, Tamás. Ha az elefántnak talpfekélye van – Egy állatorvos újabb történetei, elbeszélései. Székesfehérvár: Alpha-Vet Állatgyógyászati Kft. [2005]. ISBN 9632189361
- Kégl, Tamás. Ha az ember visszaemlékezik – Egy állatorvos közreadott emlékei. Székesfehérvár: Alpha-Vet Állatgyógyászati Kft. [2016]. ISBN 9789631269963